# Glukokortikoidni receptor
Glukokortikoidni receptor (GR, GCR, NR3C1, nuklearni receptor potfamilije 3, grupa C, član 1) receptor je za koji se vezuju kortizol i drugi glukokortikoidi.
GR je izražen u skoro svim ćelijma a telu i reguliše gene koji kontrolišu razviće, metabolizam, i imunski respons. Gen ovog receptora se izražava u nekoliko formi, te stoga GR ima mnoštvo različitih (pleiotropskih) dejstava u različitim delovima tela.
Kad se za GR vežu glukokortikoidi, njegov primarni mehanizam dejstva je regulacija trakripcije gena. Nevezani receptor se nalazi u ćelijskom citosolu. Nakon vezivanja glukokortikoida za receptor, receptor-glukortikoidni kompleks može da povisi izražavanje antiinflamatornih proteina u jedru ili da suzbije izražavanje proinflamatornih proteina u citozolu (putem sprečavanja translokacije drugih transkripcionih faktora iz citozola u jedro).
Kod ljudi, GR protein je kodiran NR3C1 genom koji je lociran na hromozomu 5 (5q31).

## Strukture
Poput drugih steroidnih receptora, glukokortikoidni receptor ima modularu strukturu i sadrži sledeće domene (obležene sa A - F):
- A/B - -terminal regulatory domain
- C - DNK vezujući domen (DBD)
- D - region šarke
- E - ligand vezujući domen (LBD)
- F - -terminalni domen

## Vezivanje liganda i odgovor
U odsustvu hormona, glukokortikoidni receptor (GR) se nalazi u citosolu u kompleksu sa raznim proteinima uključujući protein toplotnog šoka 90 (hsp90), protein toplotnog šoka 70 (hsp70) i protein FKBP52 (FK506 vezujući protein 52). Endogeni glukokortikoidni hormon kortizol difuzijom prolazi kroz ćelijsku membranu u citoplazmu i vezuje se za glukokortikoidni receptor (GR), što dovodi do oslobađanja proteina toplotnog šoka. Rezultujuća aktivirana forma GR ima dva moguća mehanizma dejstva, transaktivacija i transrepresija.

### Transaktivacija
Direktni mehanizam dejstva obuhvata homodimerizaciju receptora, translokaciju putem aktivnog transporta u jedro, i vezivanje za specifiće DNK responsivne elemente, čime se aktivira transkripcija gena. Ovaj mehanizam dejstva se naziva transaktivacija. Biološki respons zavisi od tipa ćelije.

### Transrepresija
U odsustvu aktiviranog GR, drugi transkripcini faktori kao što je NF-κB ili AP-1 mogu da transaktiviraju ciljne gene. Aktivirani GR može da formira kompleks as tim drugim transkripcionim faktorima i da spreči njihovo vezivanje za ciljne gene i time suzbije izražavanje gena koje normalno kontrolišu NF-κB ili AP-1. Ovaj indirektni mehanizam dejstva se naziva transrepresija.

## Klinički značaj
GR je abnormalan u sučajevima familialne glukokortikoidne otpornosti.
U strukturama centralnog nervnog sistema, glukokortikoidni receptor učestvuje u neuroendokrinoj integraciji. On funkcioniše kao glavna komponenta endokrinog uticaja na mozak, posebno u responsu na stres. Ovaj receptor je impliciran u kratkotrajnu i dugotrajnu adaptaciju u responsu na stresore, i važan je za razumevanje psiholoških poremećaja, uključujući pojedine tipove depresije.

## Agonisti i antagonisti
Deksametazon je agonist, a RU486 i ciproteron su antagonisti GR. Isto tako, progesteron i DHEA deluju kao antagonisti na GR.

## Interacije
Glukokortikoidni receptor može da formira interakcije sa:
- ,[14][15]
- ,[16]
- ,[17]
- ,[18]
- ,[19]
- ,[18][20][21][22][23][24][25]
- ,[26]
- ,[27][28]
- ,[28]
- Mineralokortikoidni receptor,[29]
- ,[27][30][31]
- ,[32][33]
- ,[27][34]
- ,[27][35]
- ,[27][36]
- ,[37][37][38]
- ,[39]
- ,[39][40][41]
- ,[42][43]
- ,[36]
- [36][44]
- ,[45][46]
- ,[47]
- Tioredoksin,[48]
- ,[49] and
- .[50]

## Literatura
- Adcock IM, Ito K (2000). „Molecular mechanisms of corticosteroid actions.”. Monaldi archives for chest disease = Archivio Monaldi per le malattie del torace / Fondazione clinica del lavoro, IRCCS [and] Istituto di clinica tisiologica e malattie apparato respiratorio, Università di Napoli, Secondo ateneo. 55 (3): 256—66. PMID 10948677.
- Chikanza IC (2002). „Mechanisms of corticosteroid resistance in rheumatoid arthritis: a putative role for the corticosteroid receptor beta isoform.”. Ann. N. Y. Acad. Sci. 966: 39—48. PMID 12114257. doi:10.1111/j.1749-6632.2002.tb04200.x.
- Neeck G, Kluter A, Dotzlaw H, Eggert M (2002). „Involvement of the glucocorticoid receptor in the pathogenesis of rheumatoid arthritis.”. Ann. N. Y. Acad. Sci. 966 (1): 491—5. PMID 12114309. doi:10.1111/j.1749-6632.2002.tb04252.x.
- Yudt MR, Cidlowski JA (2003). „The glucocorticoid receptor: coding a diversity of proteins and responses through a single gene.”. Mol. Endocrinol. 16 (8): 1719—26. PMID 12145329. doi:10.1210/me.2002-0106.
- Torrego A, Pujols L, Picado C (2003). „[Response to glucocorticoid treatment in asthma. The role of alpha and beta isoforms of the glucocorticoid receptor]”. Arch. Bronconeumol. 38 (9): 436—40. PMID 12237016.
- Bray PJ, Cotton RG (2003). „Variations of the human glucocorticoid receptor gene (NR3C1): pathological and in vitro mutations and polymorphisms.”. Hum. Mutat. 21 (6): 557—68. PMID 12754700. doi:10.1002/humu.10213.
- Kino T, Pavlakis GN (2004). „Partner molecules of accessory protein Vpr of the human immunodeficiency virus type 1.”. DNA Cell Biol. 23 (4): 193—205. PMID 15142377. doi:10.1089/104454904773819789.
- Lu NZ, Cidlowski JA (2004). „The origin and functions of multiple human glucocorticoid receptor isoforms.”. Ann. N. Y. Acad. Sci. 1024 (1): 102—23. PMID 15265776. doi:10.1196/annals.1321.008.
- Kino T, Chrousos GP (2004). „Human immunodeficiency virus type-1 accessory protein Vpr: a causative agent of the AIDS-related insulin resistance/lipodystrophy syndrome?”. Ann. N. Y. Acad. Sci. 1024 (1): 153—67. PMID 15265780. doi:10.1196/annals.1321.013.
- Andersen JL, Planelles V (2005). „The role of Vpr in HIV-1 pathogenesis.”. Curr. HIV Res. 3 (1): 43—51. PMID 15638722. doi:10.2174/1570162052772988.
- Le Rouzic E, Benichou S (2006). „The Vpr protein from HIV-1: distinct roles along the viral life cycle.”. Retrovirology. 2 (1): 11. PMC 554975 . PMID 15725353. doi:10.1186/1742-4690-2-11.
- Muthumani K; Choo AY; Premkumar A;  . (2006). „Human immunodeficiency virus type 1 (HIV-1) Vpr-regulated cell death: insights into mechanism.”. Cell Death Differ. 12 (Suppl 1): 962—70. PMID 15832179. doi:10.1038/sj.cdd.4401583.
- Zhou J, Cidlowski JA (2005). „The human glucocorticoid receptor: one gene, multiple proteins and diverse responses.”. Steroids. 70 (5-7): 407—17. PMID 15862824. doi:10.1016/j.steroids.2005.02.006.
- Chrousos GP, Kino T (2006). „Intracellular glucocorticoid signaling: a formerly simple system turns stochastic.”. Sci. STKE. 2005 (304): pe48. PMID 16204701. doi:10.1126/stke.3042005pe48.
- Plotkin LL; Labutin AL; Lebedev LV;  . (1975). „[Balloon probe for the removal of emboli and thrombi]”. Meditsinskaia tekhnika (3): 42—3. PMID 1152650.
- Subramaniam M; Colvard D; Keeting PE;  . (1993). „Glucocorticoid regulation of alkaline phosphatase, osteocalcin, and proto-oncogenes in normal human osteoblast-like cells.”. J. Cell. Biochem. 50 (4): 411—24. PMID 1469072. doi:10.1002/jcb.240500410.
- Scherrer LC, Pratt WB (1992). „Association of the transformed glucocorticoid receptor with a cytoskeletal protein complex.”. J. Steroid Biochem. Mol. Biol. 41 (3-8): 719—21. PMID 1562545. doi:10.1016/0960-0760(92)90411-B.
- Cadepond F; Gasc JM; Delahaye F;  . (1992). „Hormonal regulation of the nuclear localization signals of the human glucocorticosteroid receptor.”. Exp. Cell Res. 201 (1): 99—108. PMID 1612132. doi:10.1016/0014-4827(92)90352-9.
- Hurley DM; Accili D; Stratakis CA;  . (1991). „Point mutation causing a single amino acid substitution in the hormone binding domain of the glucocorticoid receptor in familial glucocorticoid resistance.”. J. Clin. Invest. 87 (2): 680—6. PMC 296359 . PMID 1704018. doi:10.1172/JCI115046.
- Encío IJ, Detera-Wadleigh SD (1991). „The genomic structure of the human glucocorticoid receptor.”. J. Biol. Chem. 266 (11): 7182—8. PMID 1707881.

## Spoljašnje veze
- H
- Glucocorticoid+receptors на 